# Candelabridae
Die Candelabridae sind  eine ausschließlich im Meer lebende Familie der Hydrozoen (Hydrozoa) aus dem Stamm der Nesseltiere (Cnidaria). Es handelt sich um eine kleine Familie von derzeit 18 Arten in drei Gattungen.

## Merkmale
Die Vertreter dieser Familie entwickeln kein freies Medusenstadium, sondern nur Polypen. Die Hydroidpolypen sind solitär oder bilden Pseudokolonien. Der Hydrocaulus (Stiel) ist relativ kurz mit röhrenförmigen oder wurzelförmigen Fortsätzen. Ein Perisarc kann vorhanden sein oder auch fehlen. Die Hydranthen sind groß und gestreckt. Sie sind im oberen Körperteil mit unregelmäßig verteilten capitaten Tentakeln besetzt. Die festsitzenden Gonophoren entwickeln sich unterhalb der Körperregion, die mit Tentakeln besetzt sind. Sie entwickeln sich direkt auf dem Hydranthen oder auf spindelförmigen Blastostylen. Die Gonophoren sind festsitzende Sporensäcke.

## Geographisches Vorkommen
Die Vertreter der Familie kommen im Nordatlantik, Nordpazifik, in den Gewässern um die Antarktis und vor Südafrika vor.  

## Systematik
Derzeit werden der Familie 19 Arten in drei Gattungen zugewiesen
- Candelabrum Blainville, 1830
  - Candelabrum australe (Briggs, 1928)
  - Candelabrum austrogeorgiae (Jäderholm, 1904a)
  - Candelabrum capensis (Manton, 1940)
  - Candelabrum cocksii (Vigurs, 1849)
  - Candelabrum fritchmanii Hewitt & Goddard, 2001
  - Candelabrum giganteum (Bonnevie, 1898b)
  - Candelabrum harrisonii (Briggs, 1928)
  - Candelabrum meridianum (Briggs, 1939)
  - Candelabrum minutum (Bonnevie, 1898b)
  - Candelabrum mitra (Bonnevie, 1898b)
  - Candelabrum penola (Manton, 1940)
  - Candelabrum phrygium (Fabricius, 1780)
  - Candelabrum serpentarii Segonzac & Vervoort, 1995
  - Candelabrum tentaculatum Millard, 1966
  - Candelabrum verrucosum (Bonnevie, 1898b)
- Fabulosus Stepanjants, Sheiko & Napara, 1990
  - Fabulosus kurilensis Stepanjants, Sheiko & Napara, 1990
- Monocoryne Broch, 1909
  - Monocoryne colonialis Brinckmann-Voss & Lindner, 2008[2]
  - Monocoryne gigantea (Bonnevie, 1898a) (syn. M. bracteata (Fraser, 1941))
  - Monocoryne minor Millard, 1966

### Online
- Hydrozoa Directory